# Пинфан
Пинфа́н (кит. упр. 平房, пиньинь Píngfáng) — район городского подчинения города субпровинциального значения Харбин провинции Хэйлунцзян (КНР). Промышленный район Харбина.

## История
Эти места начали активно заселяться в середине XVIII века, и к середине XIX века здесь было свыше десятка маньчжурских поселений.
В 1932 году Харбин был занят японцами, вскоре создавшими на территории Маньчжурии марионеточное государство Маньчжоу-го. В 1932—1934 годах здесь была проложена железная дорога и построена железнодорожная станция Пинфан, в районе которой разместился Отряд 731 Квантунской армии, занимавшийся разработкой бактериологического оружия.
Городской район Пинфан был образован в ноябре 1953 года.

## Административное деление
Район Пинфан делится на 6 уличных комитетов (в городе Харбин) и 2 посёлка.
| № | Название | Название (кит.) | Статус          | Население чел. (2010) | На карте                         |
| - | -------- | --------------- | --------------- | --------------------- | -------------------------------- |
| 1 | Ляньмэн  | 联盟街道办事处  | уличный комитет | 34015                 | 45°34′53″ с. ш. 126°38′20″ в. д. |
| 2 | Синцзянь | 兴建街道办事处  | уличный комитет | 30325                 | 45°34′53″ с. ш. 126°38′20″ в. д. |
| 3 | Юсе      | 友协街道办事处  | уличный комитет | 28301                 | 45°34′53″ с. ш. 126°38′20″ в. д. |
| 4 | Синьцзян | 新疆街道办事处  | уличный комитет | 27779                 | 45°34′53″ с. ш. 126°38′20″ в. д. |
| 5 | Баого    | 保国街道办事处  | уличный комитет | 23463                 | 45°34′53″ с. ш. 126°38′20″ в. д. |
| 6 | Синьвэй  | 新伟街道办事处  | уличный комитет | 16843                 | 45°34′53″ с. ш. 126°38′20″ в. д. |
| 7 | Пинфан   | 平房镇          | поселок         | 15040                 | 45°35′51″ с. ш. 126°40′49″ в. д. |
| 8 | Пинсинь  | 平新镇          | поселок         | 14487                 | 45°35′23″ с. ш. 126°38′03″ в. д. |

## Экономика
Во времена Маньчжоу-го японцами в посёлке Пинфан была построена фабрика по ремонту самолётов. После образования КНР на этой основе было развёрнуто авиационное и военное производство, и в настоящее время район Пинфан является индустриальным центром Харбина.